# Frýdlantsko (mikroregion)
Frýdlantsko je dobrovolný svazek obcí v okresu Liberec, jeho sídlem je Frýdlant a jeho cílem je vzájemná spolupráce a koordinace činností v oblasti rozvoje regionu. Sdružuje celkem 18 obcí a byl založen v roce 2001.

## Obce sdružené v mikroregionu
- Frýdlant
- Černousy
- Habartice
- Višňová
- Pertoltice
- Bulovka
- Horní Řasnice
- Dolní Řasnice
- Jindřichovice pod Smrkem
- Nové Město pod Smrkem
- Krásný Les
- Raspenava
- Hejnice
- Bílý Potok
- Lázně Libverda
- Kunratice
- Heřmanice
- Dětřichov